# Wikimedia Commons
O Wikimedia Commons (também conhecido como Commons ou Wikicommons) é um projeto multilinguístico mantido pela Fundação Wikimedia com o objetivo de ser um repositório central de imagens e outros tipos de multimídia livre, lançado em 7 de setembro de 2004, para serem utilizados por todos os projetos irmãos.
Um projeto multilinguístico é onde todo o conteúdo referente à descrição dos ficheiros não se encontra apenas em uma língua e, ao contrário dos sistemas de carregamento de ficheiro de outros projetos, todos os ficheiros carregados para o Wikimedia Commons podem ser utilizados por todos os projetos, criando assim um repositório central.

## Políticas de uso
A maioria dos projetos Wikimedia ainda permitem o upload local de mídia. Porém, estes não podem ser vistos em projetos de outros idiomas e seguem as licenças permitidas de seus respectivos projetos, que podem não estar de acordo com as políticas do Commons, como o uso de conteúdo fair use. O Wikimedia Commons não permite o carregamento de arquivos fair use e licenças não-livres, incluindo licenças que restringem uso comercial e trabalhos não-derivados. São aceitas licenças GNU Free Documentation License, domínio público, Creative Commons Attribution e ShareAlike.
Dada a função primária de oferecer suporte a outros sites Wikimedia, a política principal de carregamento de arquivos para o Commons é que os arquivos tenham potencial útil para uso em outros projetos da fundação. Isto exclui retratos puramente pessoais e obras de arte, o que contrasta-o com outros repositórios virtuais tais como Flickr, DeviantArt e Facebook.

## Qualidade
O site tem dois mecanismos para reconhecimento da qualidade dos arquivos. No primeiro, Featured Pictures, um membro propõe um arquivo para eleição e outros membros votam elegendo ou rejeitando a nominação. Este processo teve início em novembro de 2004.
O outro processo é o Quality Images que, desde junho de 2006, escolhe os melhores trabalhos da mesma forma que o Featured Pictures. Porém, o Quality Images aceita apenas imagens geradas por usuários Wikimedia, visto que o Featured Pictures aceita trabalhos feitos por terceiros, como, por exemplo, a NASA.
Em janeiro de 2007 o site inaugura a competição Picture of the Year (imagem do ano), com a Picture of the Year 2006. Todas as imagens carregadas em 2006 foram elegíveis e votadas por membros da Wikimedia Foundation em duas rodadas. A imagem eleita foi de uma aurora boreal sobre terreno de neve, feita por um membro da força aérea norte americana.

## Imagem do ano
A Imagem do Ano do Commons (em inglês Commons Picture of the Year, com sigla POTY) é uma competição para escolha da melhor imagem disponibilizada no Commons, identificadas como tendo licença para o uso livre, que teve início no ano de 2006, e que recebem o status de Featured picture, identificadas com a estrela ao lado.

### Imagens premiadas

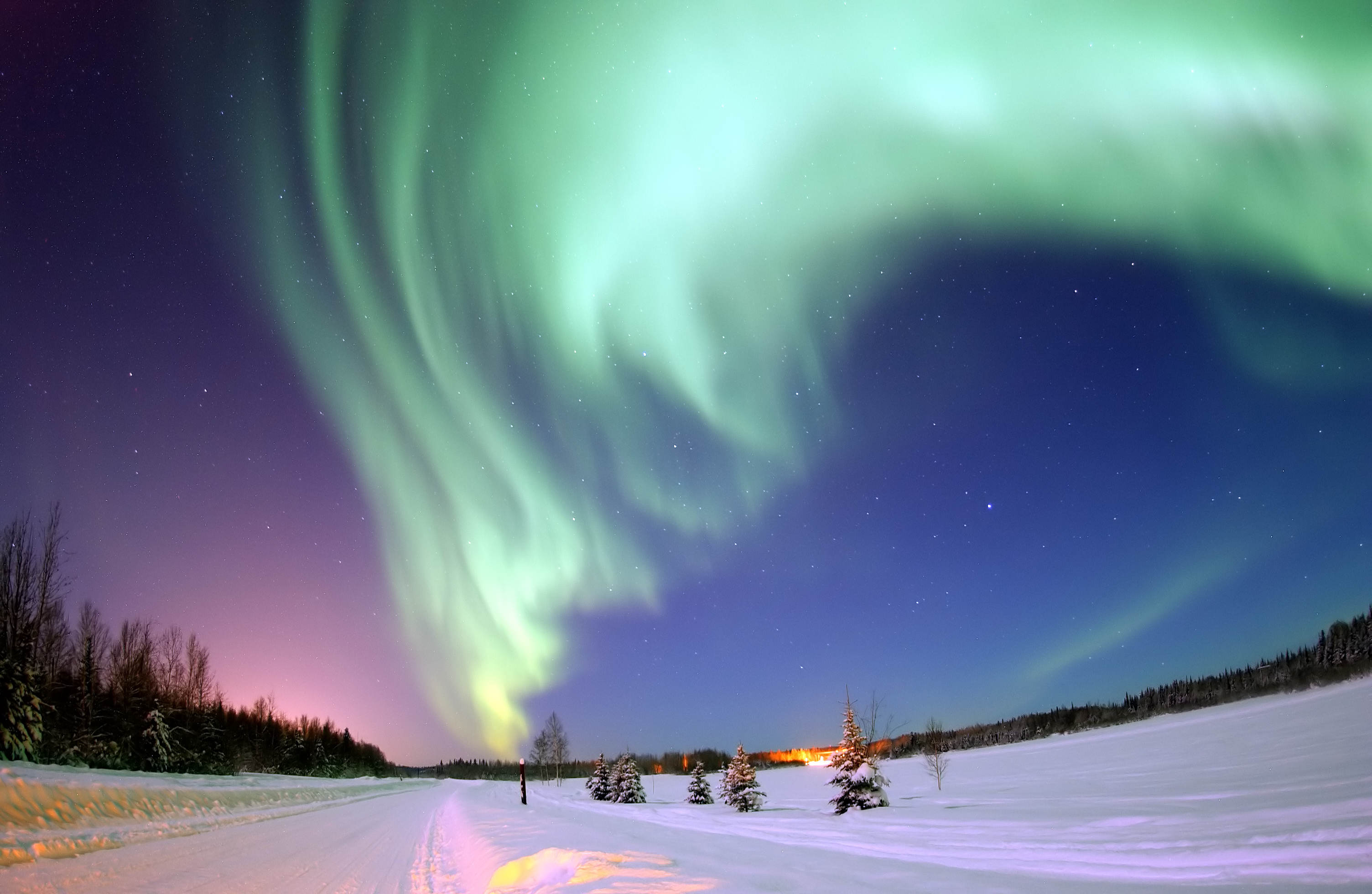
Imagem do ano de 2006
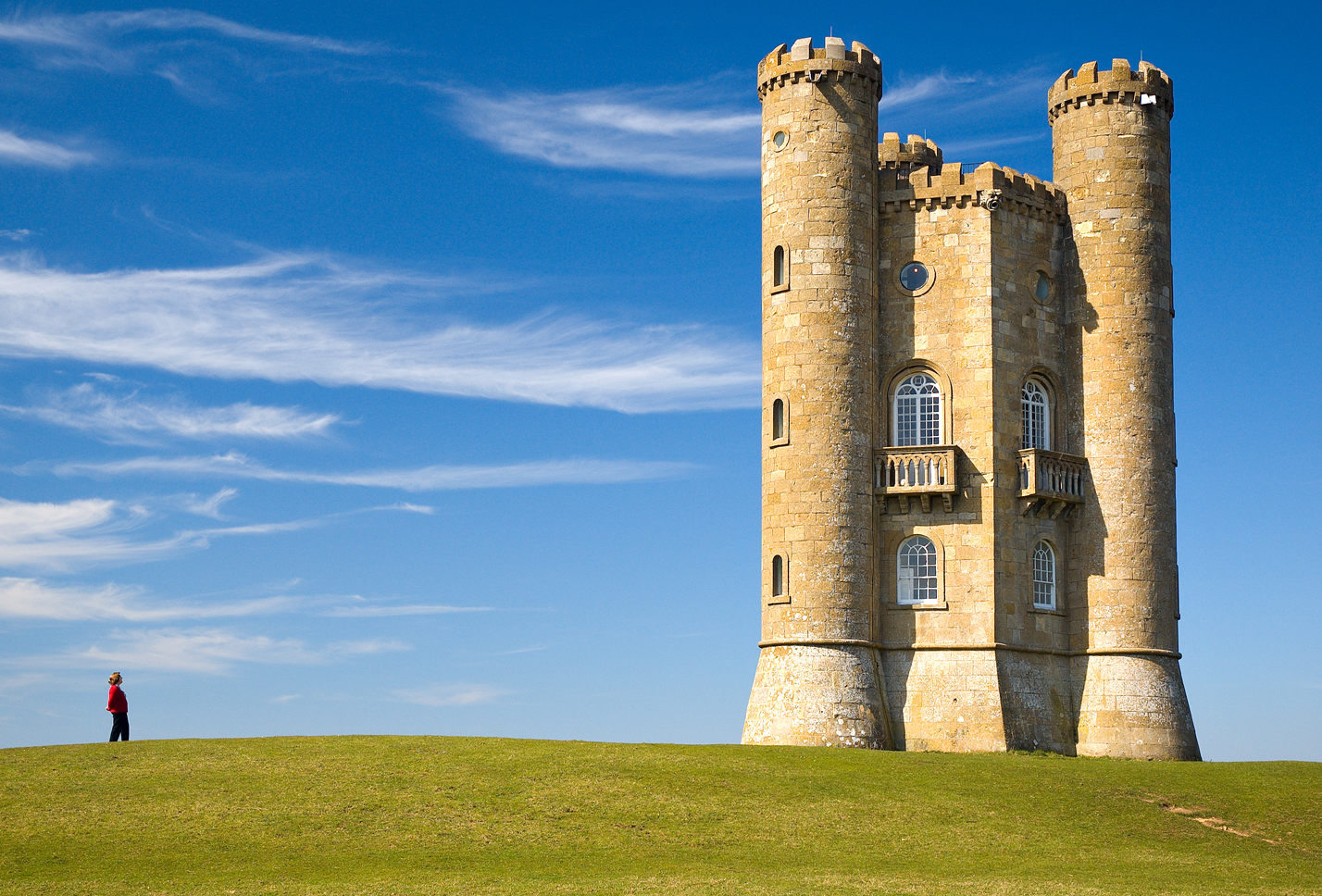
Imagem do ano de 2007
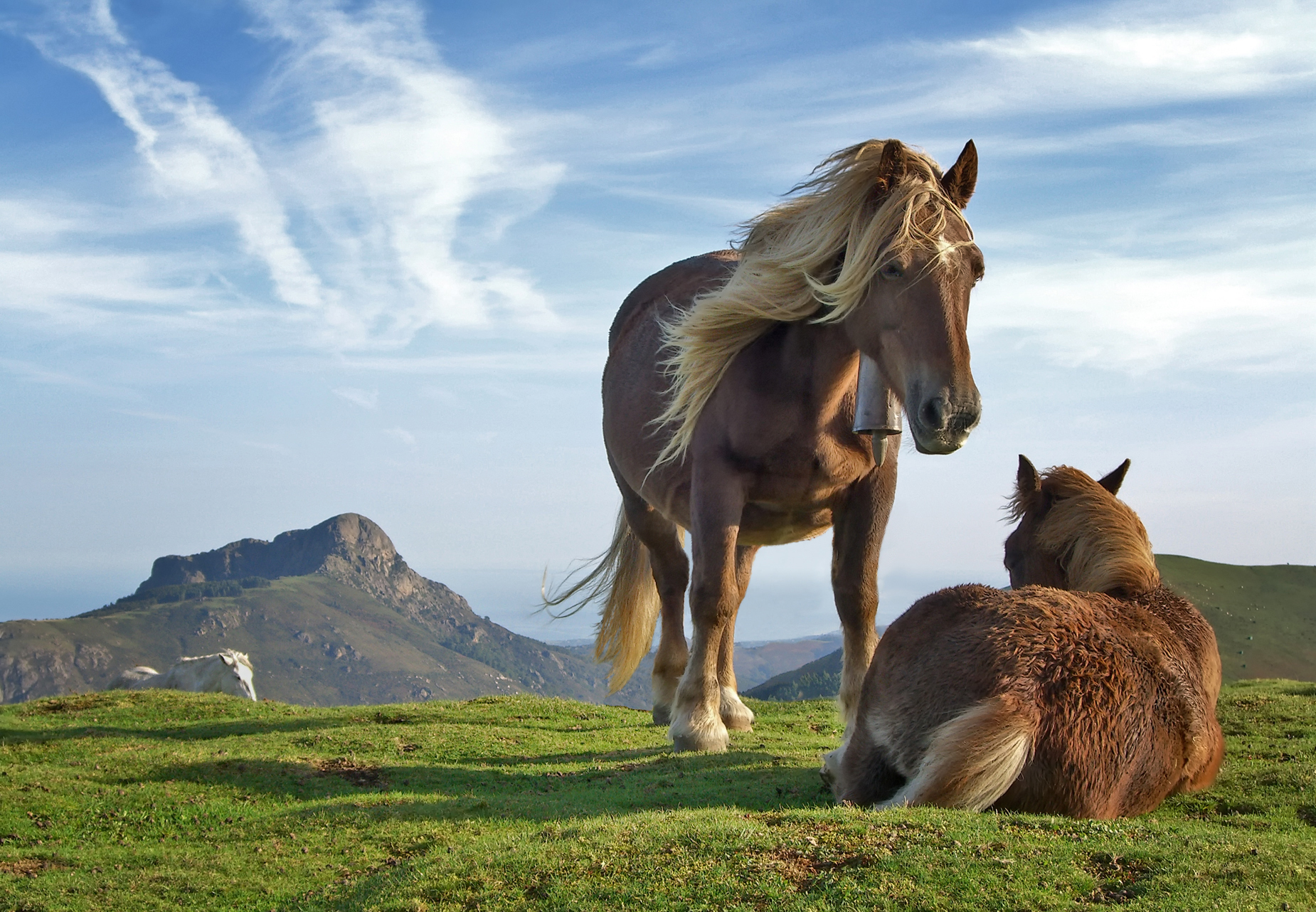
Imagem do ano de 2008
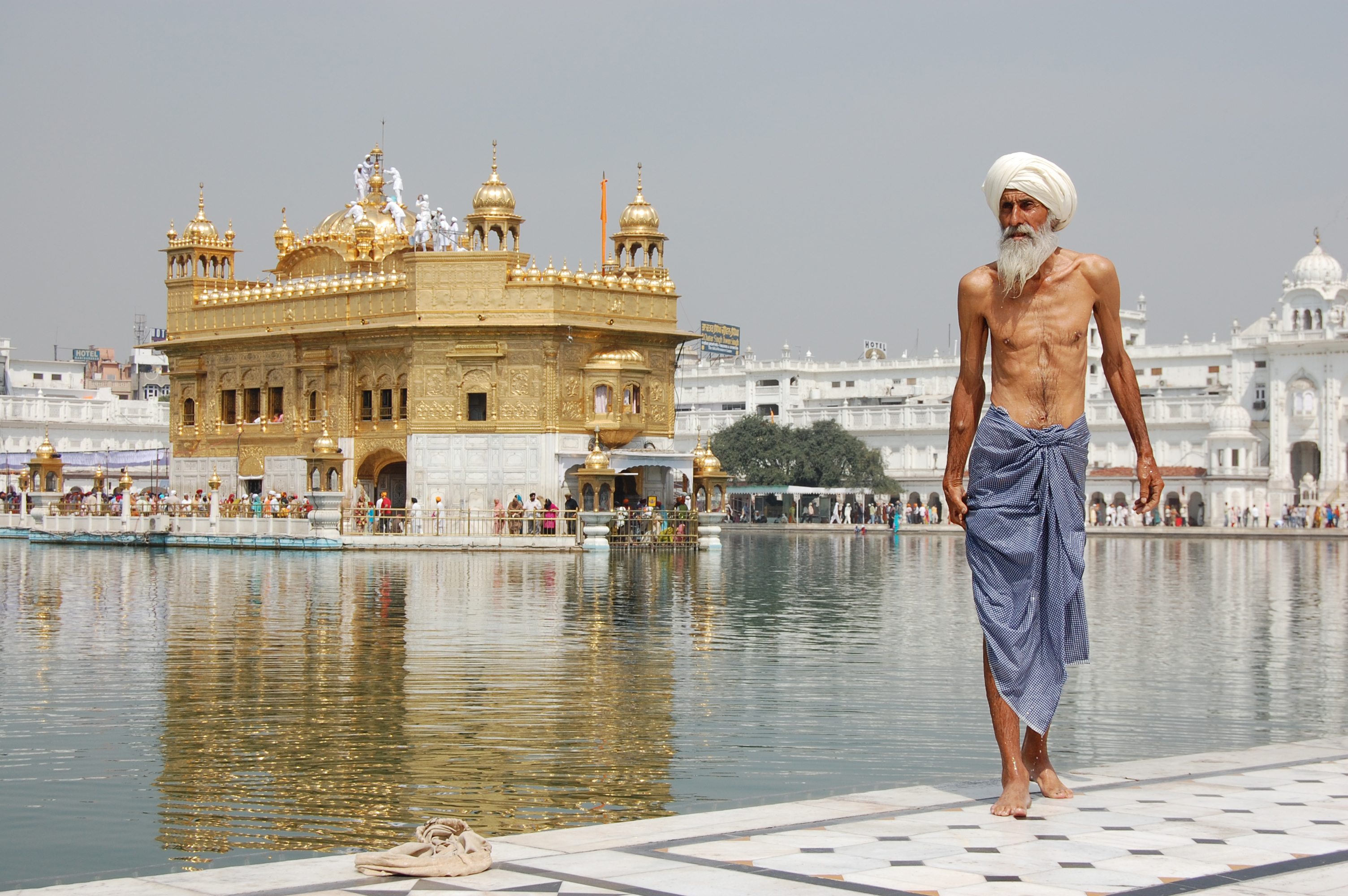
Imagem do ano de 2009
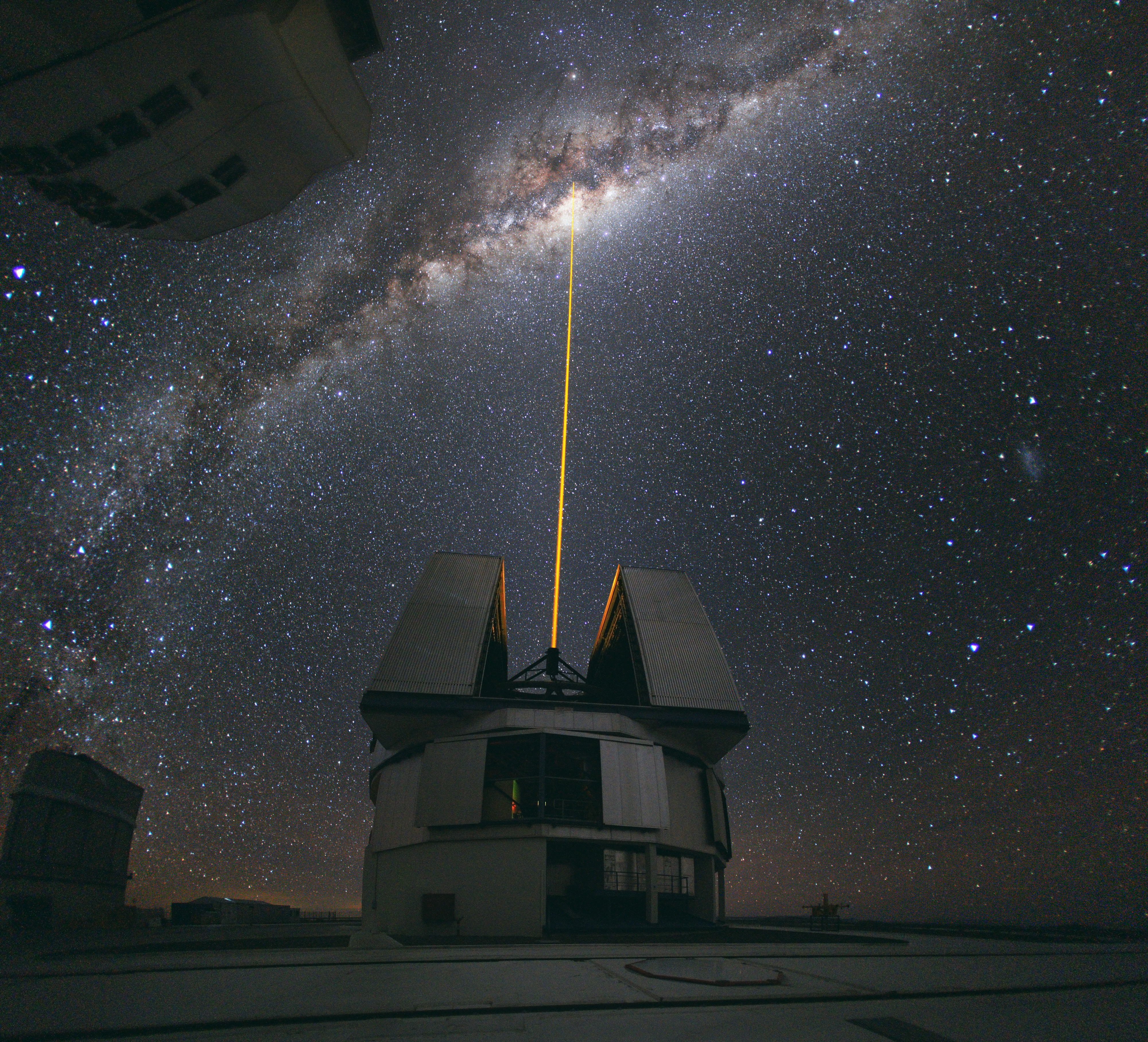
Imagem do ano de 2010
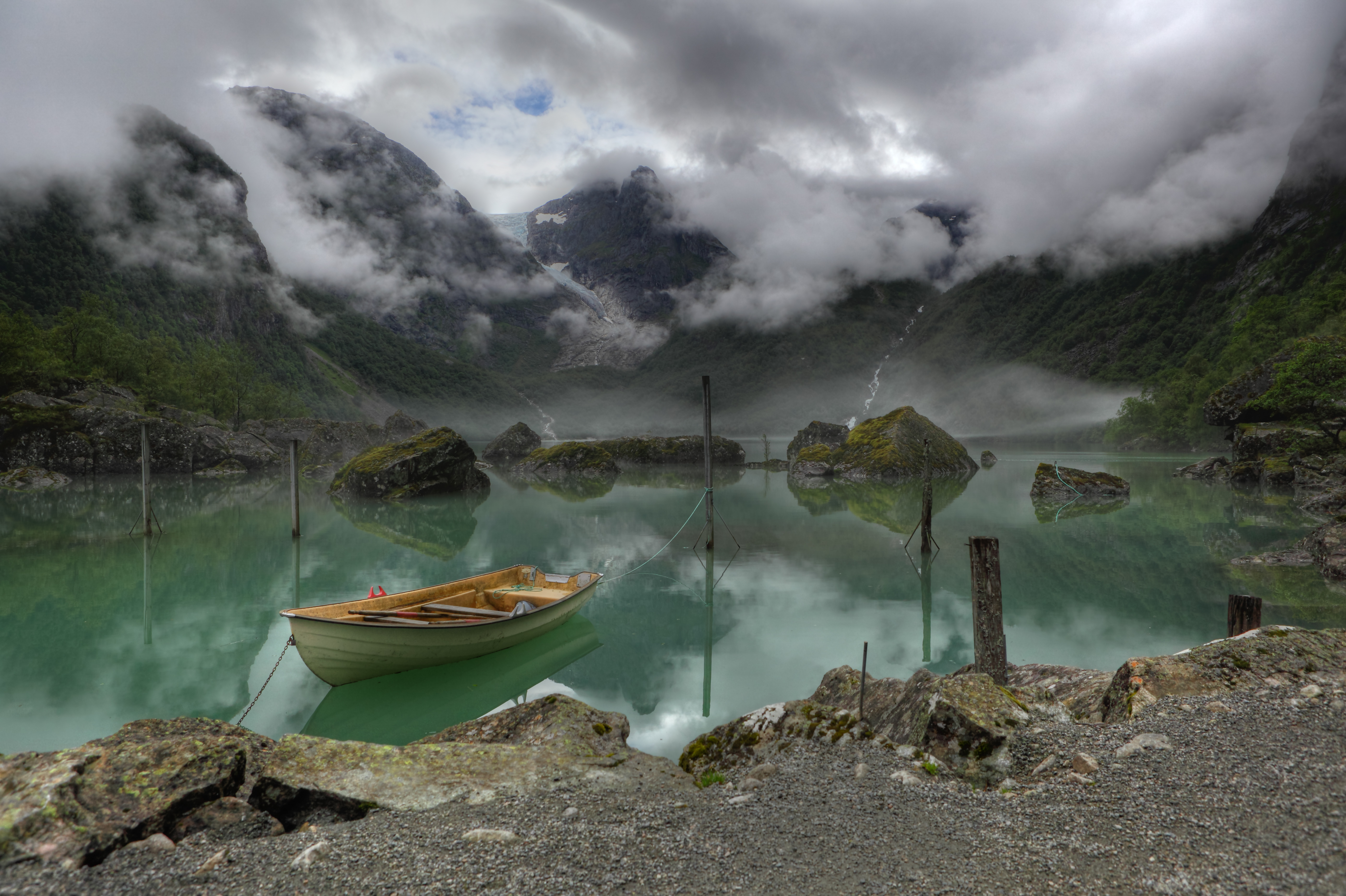
Imagem do ano de 2011
Imagem do ano de 2012
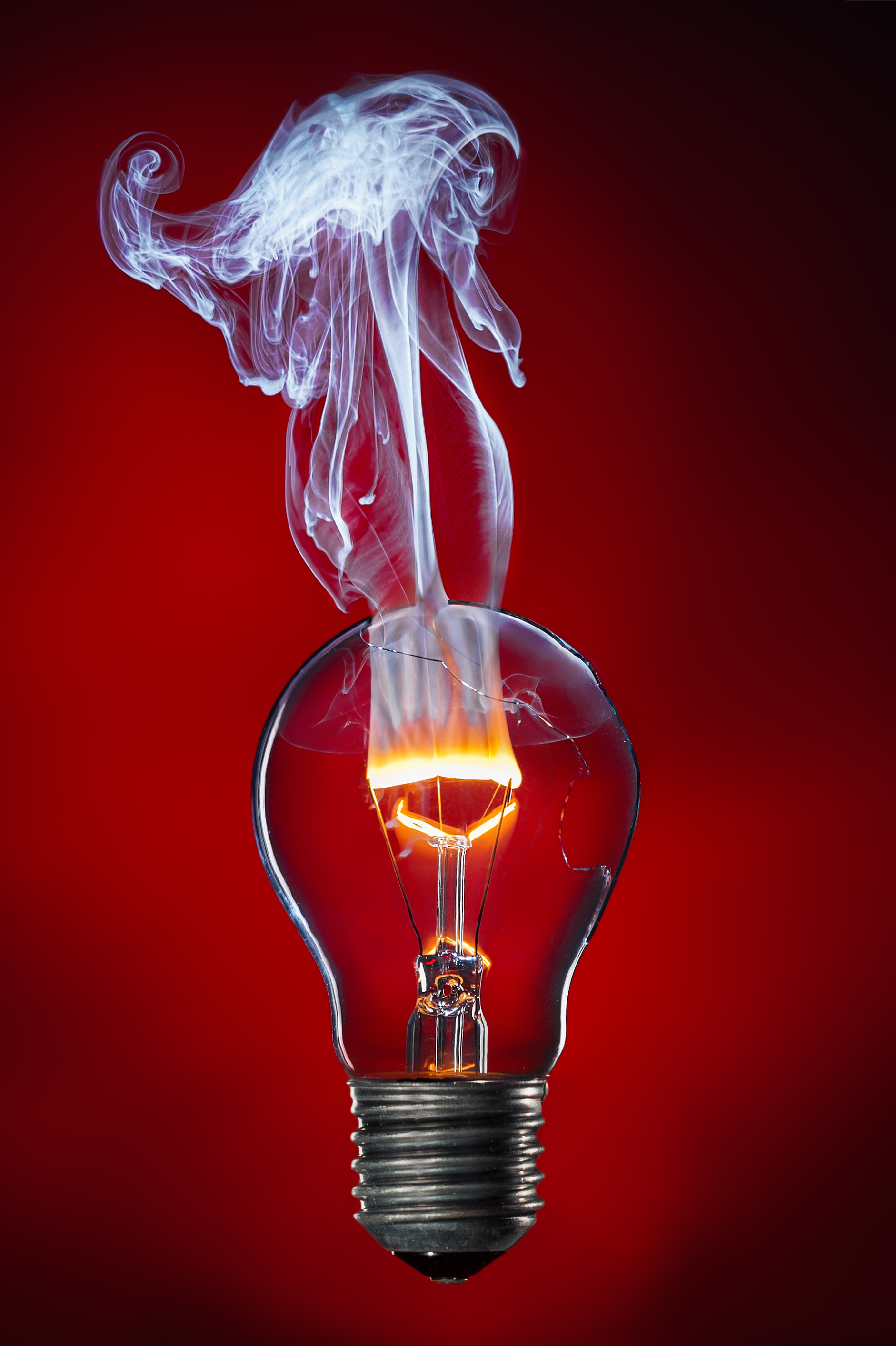
Imagem do ano de 2013
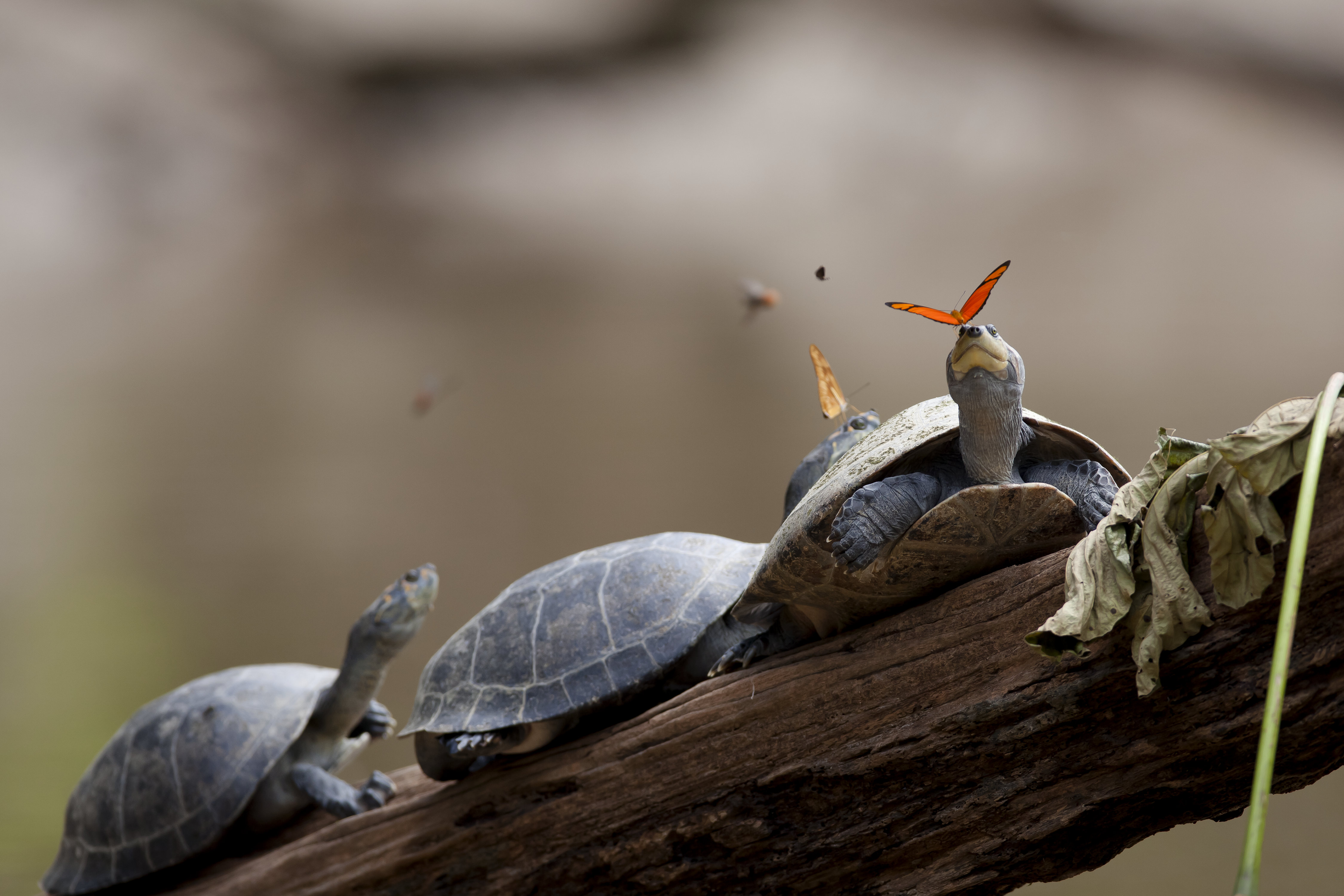
Imagem do ano de 2014
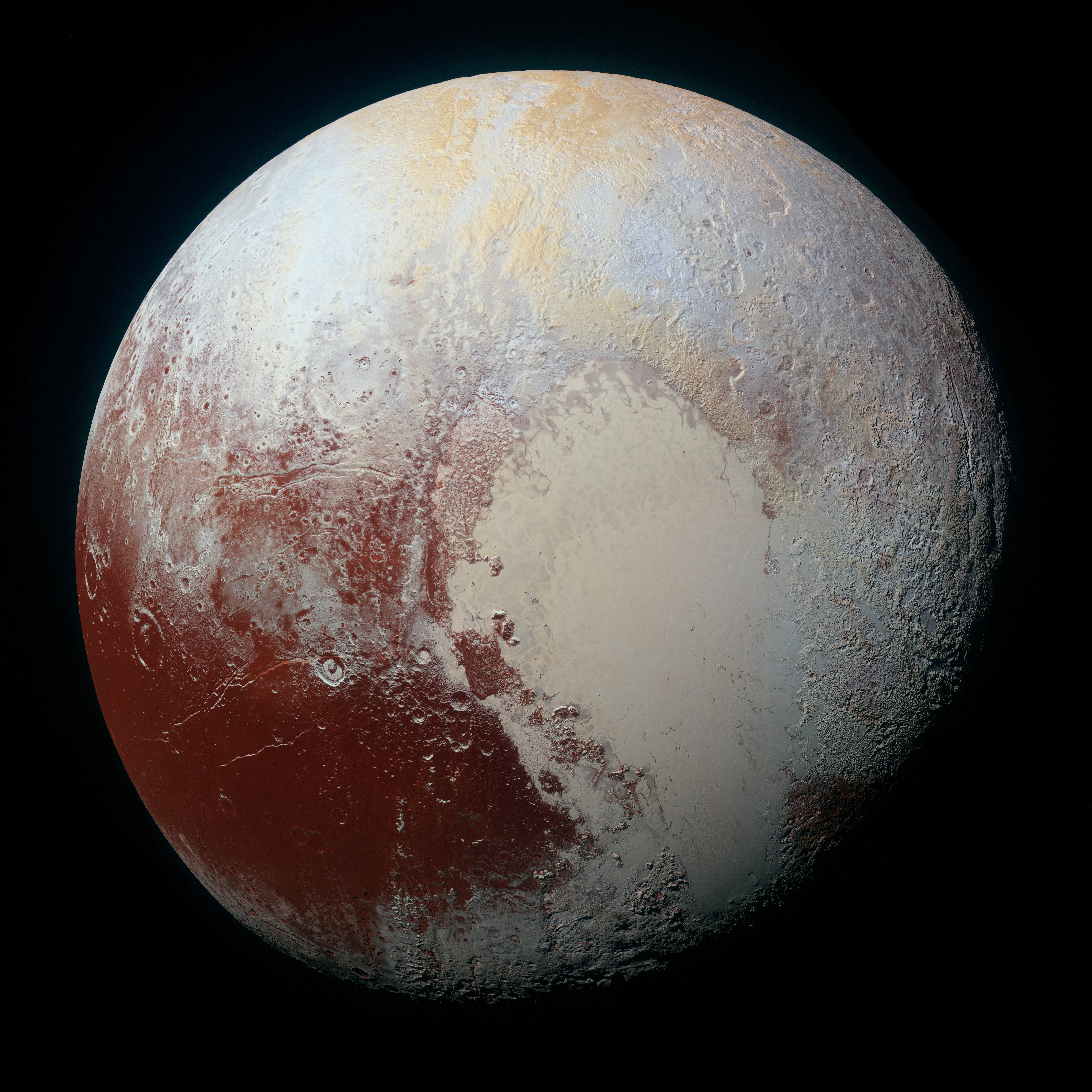
Imagem do ano de 2015
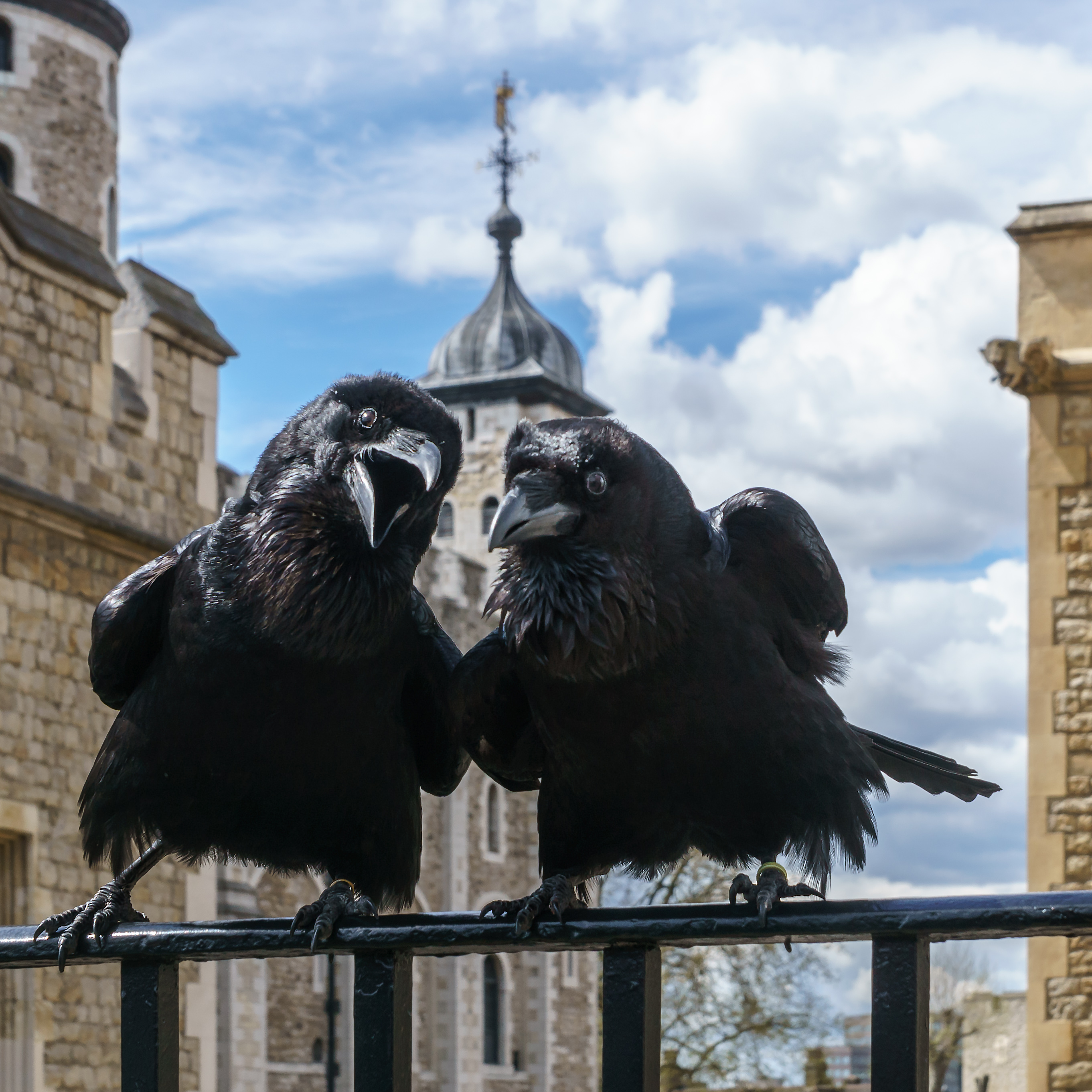
Imagem do ano de 2016
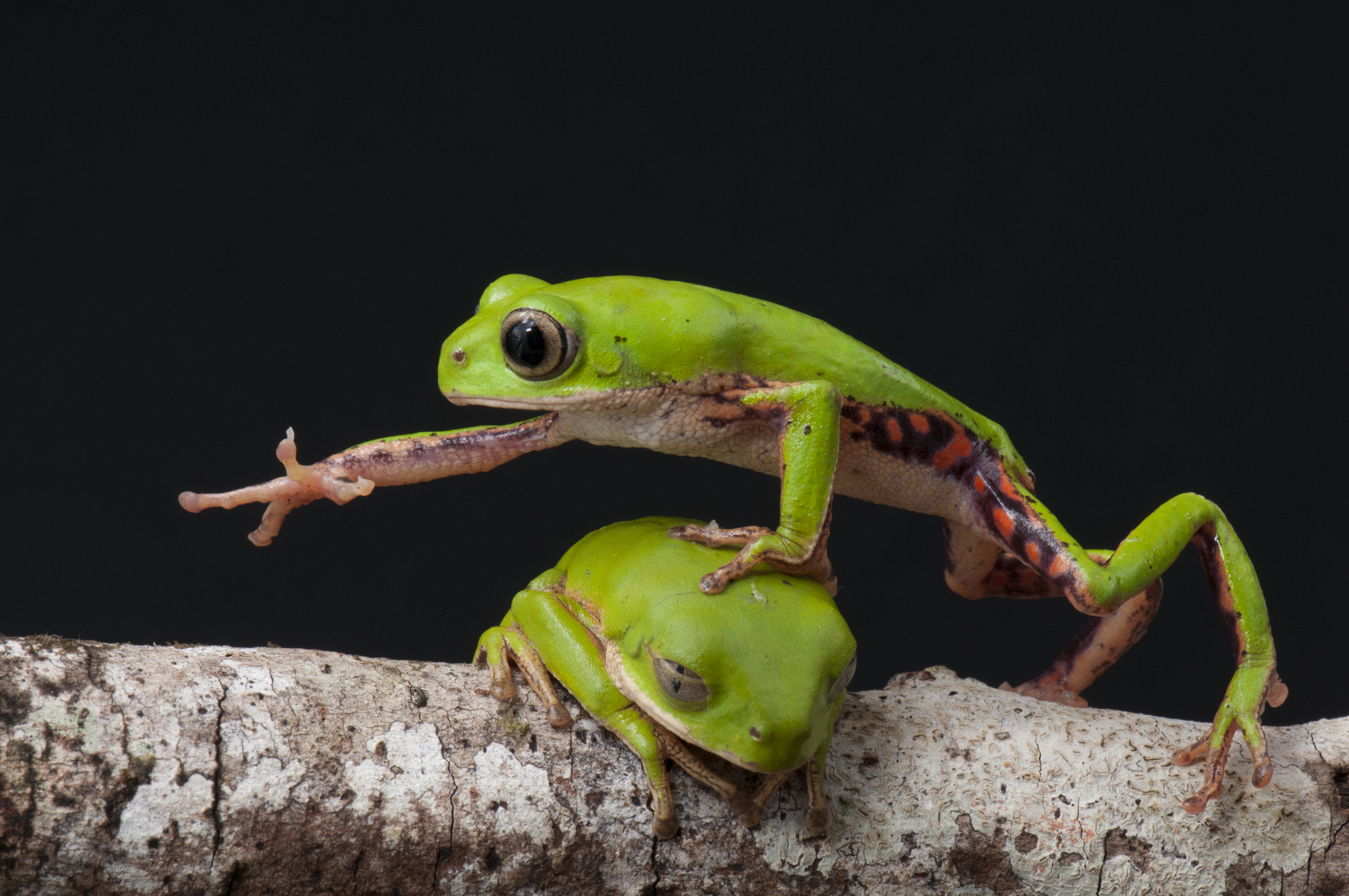
Imagem do ano de 2017
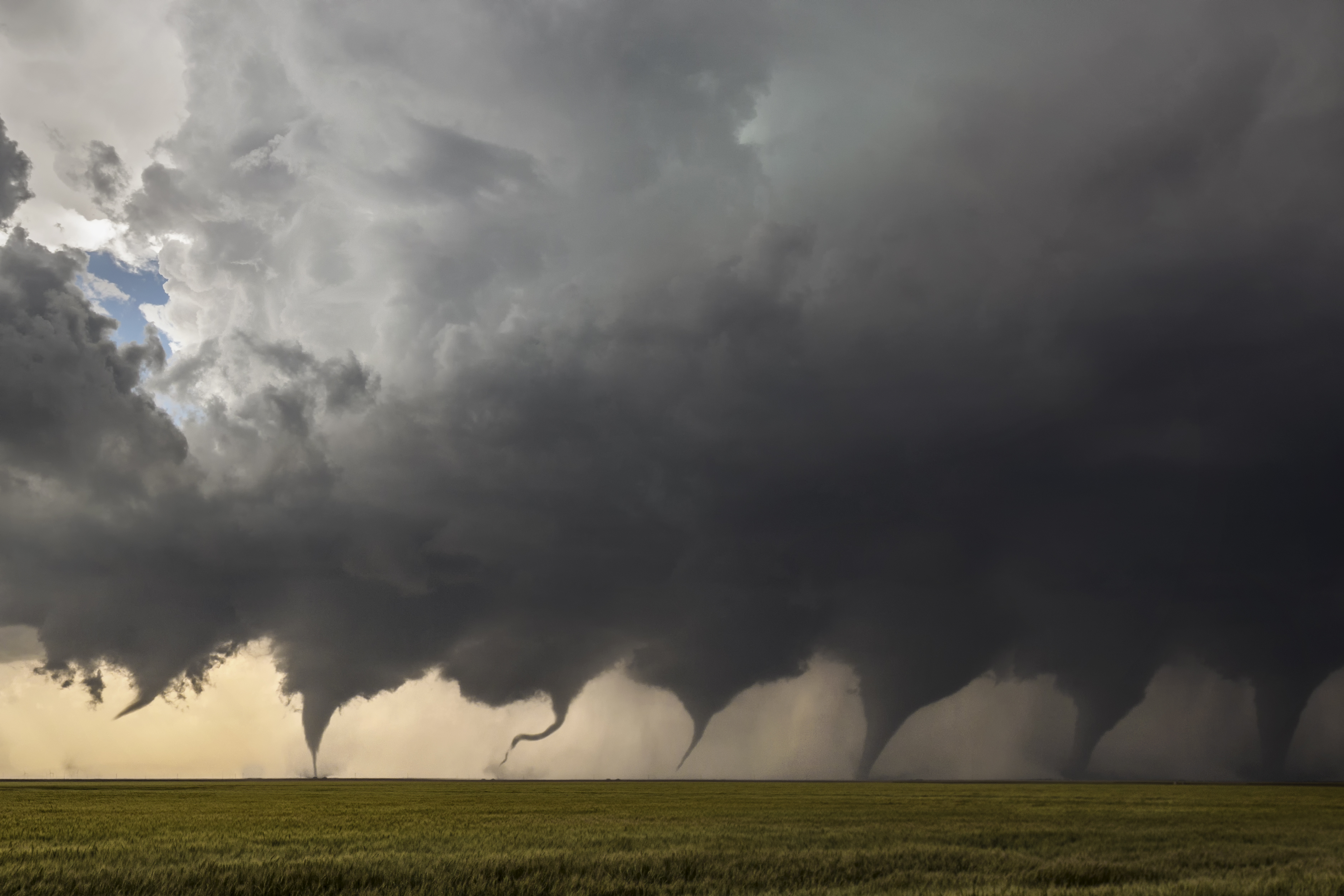
Imagem do ano de 2018
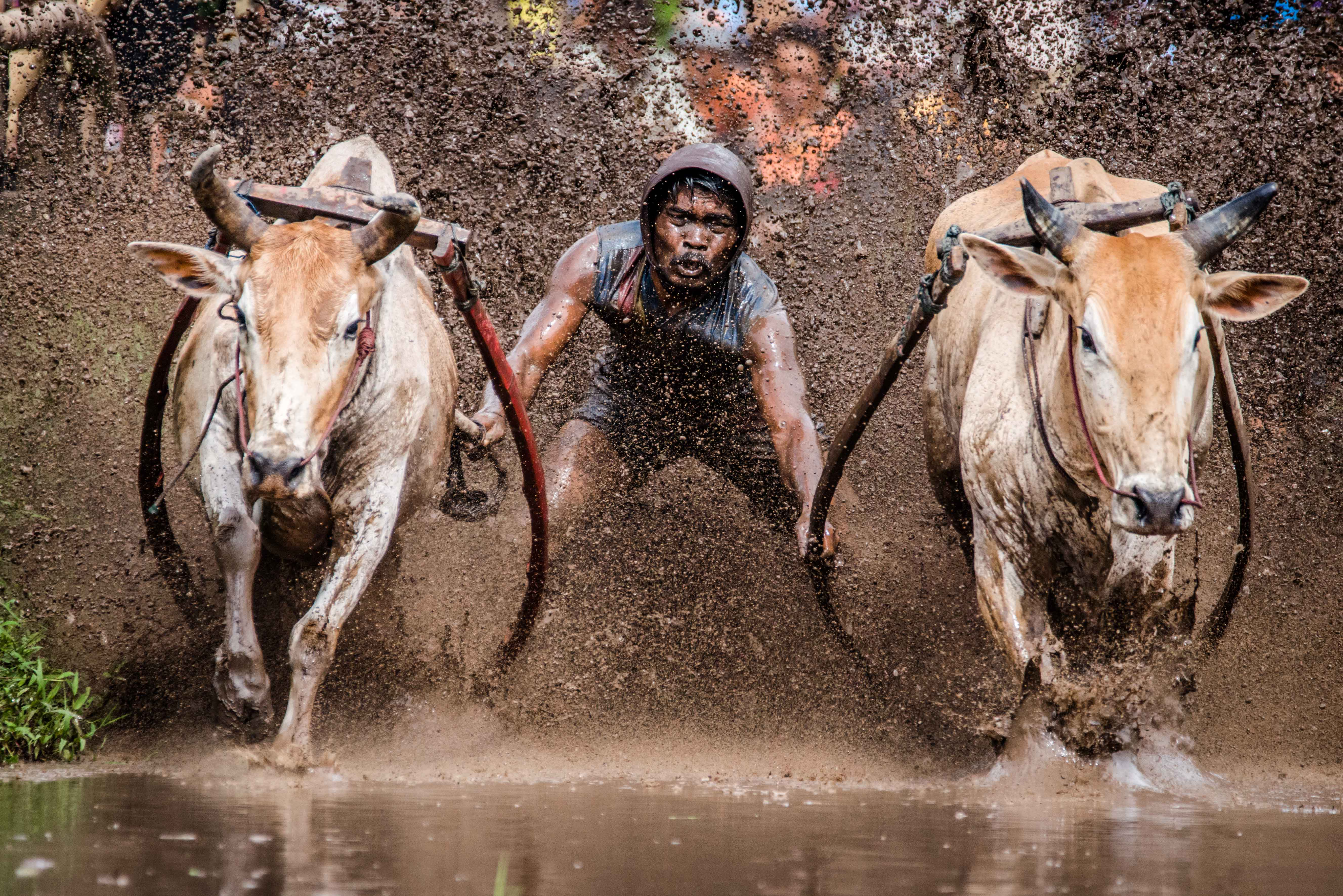
Imagem do ano de 2019
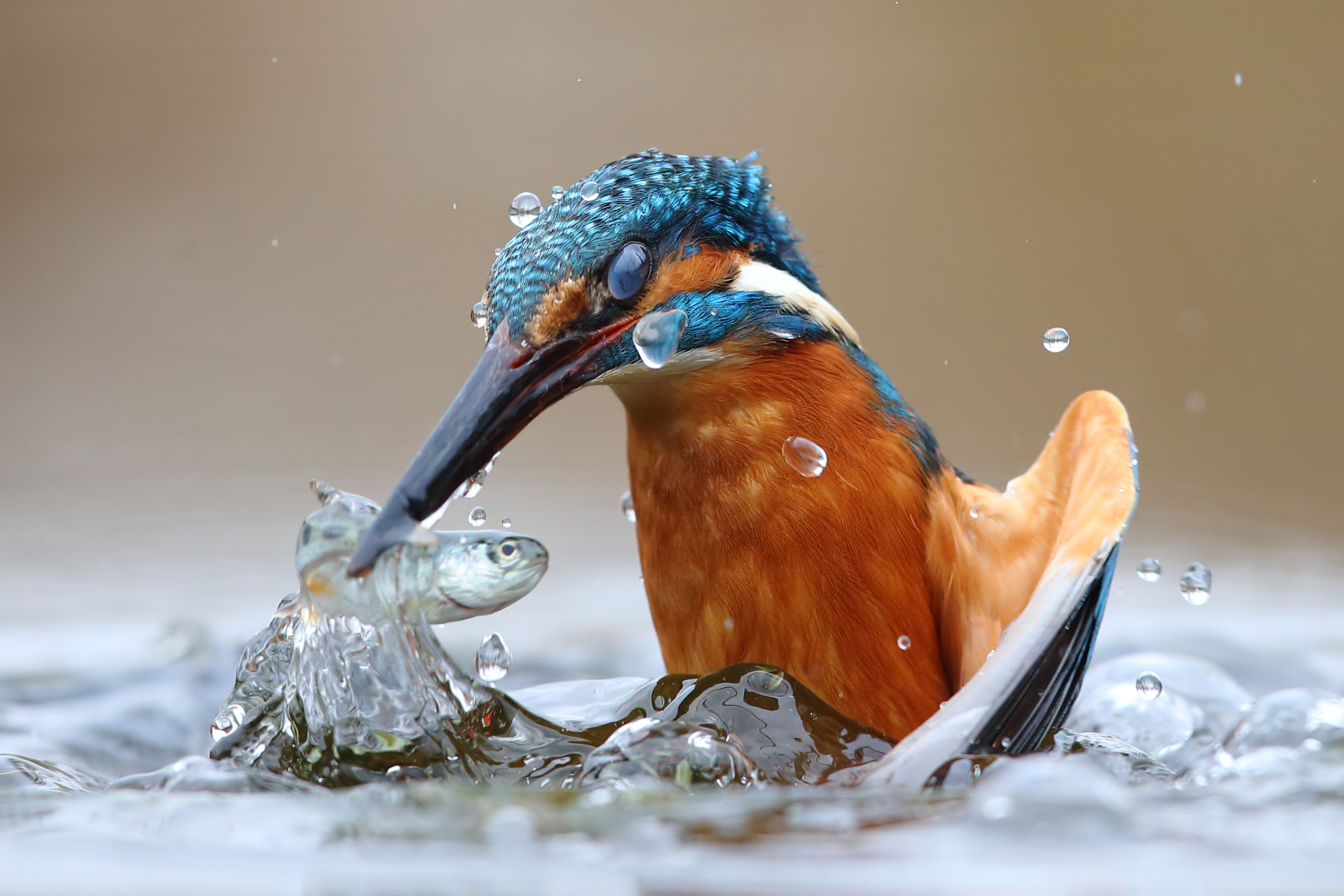
Imagem do ano de 2020
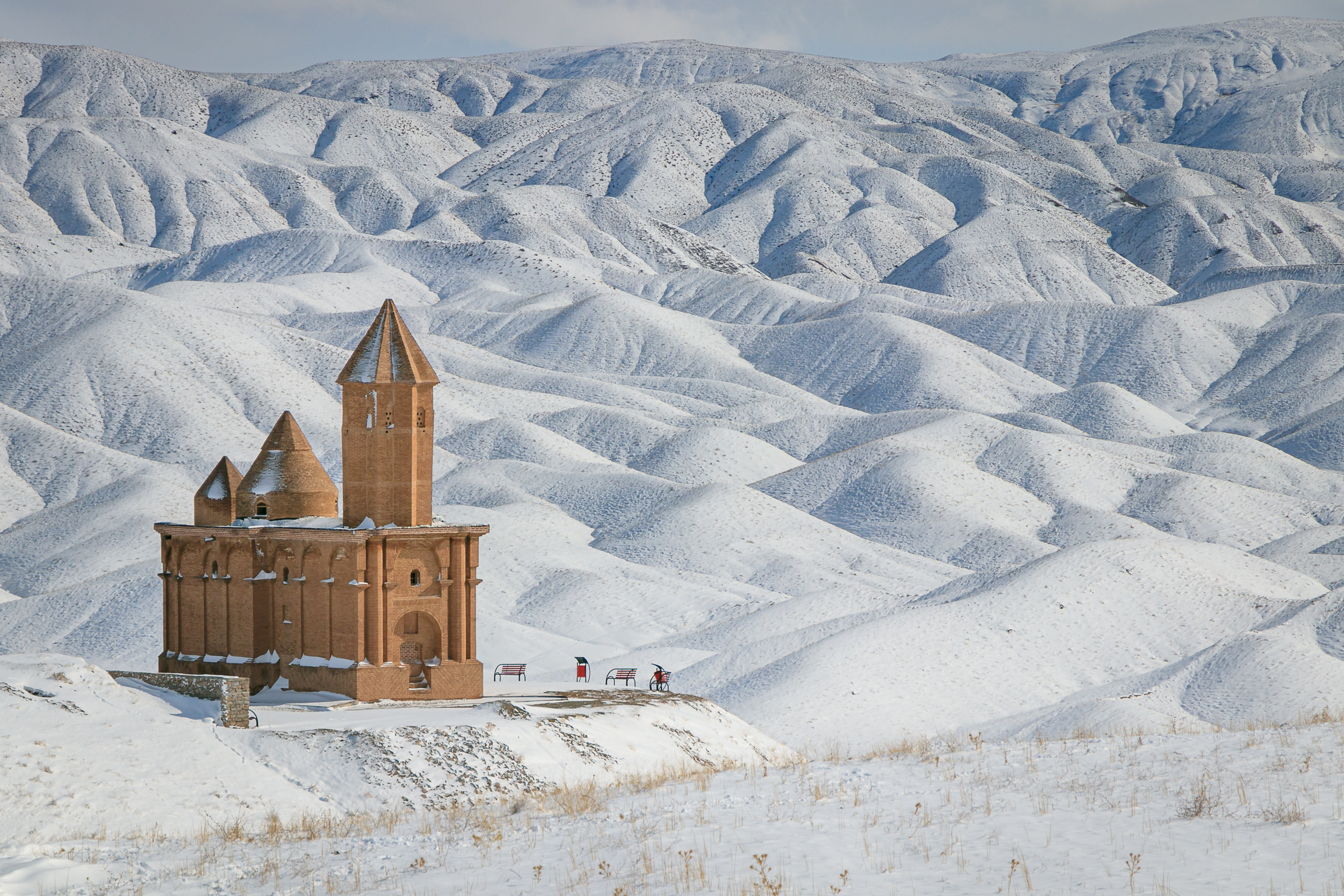
Imagem do ano de 2021
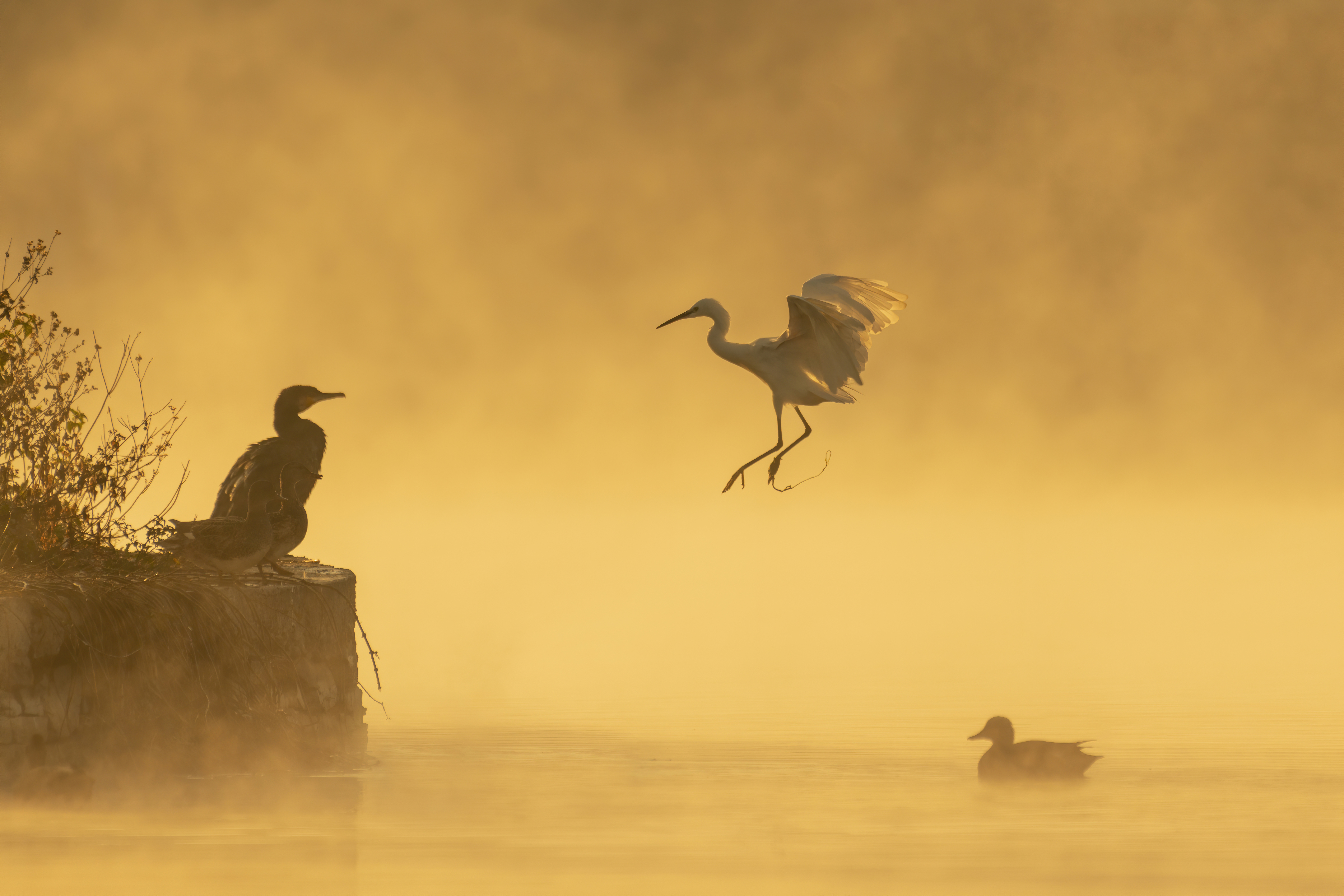
Imagem do ano de 2022
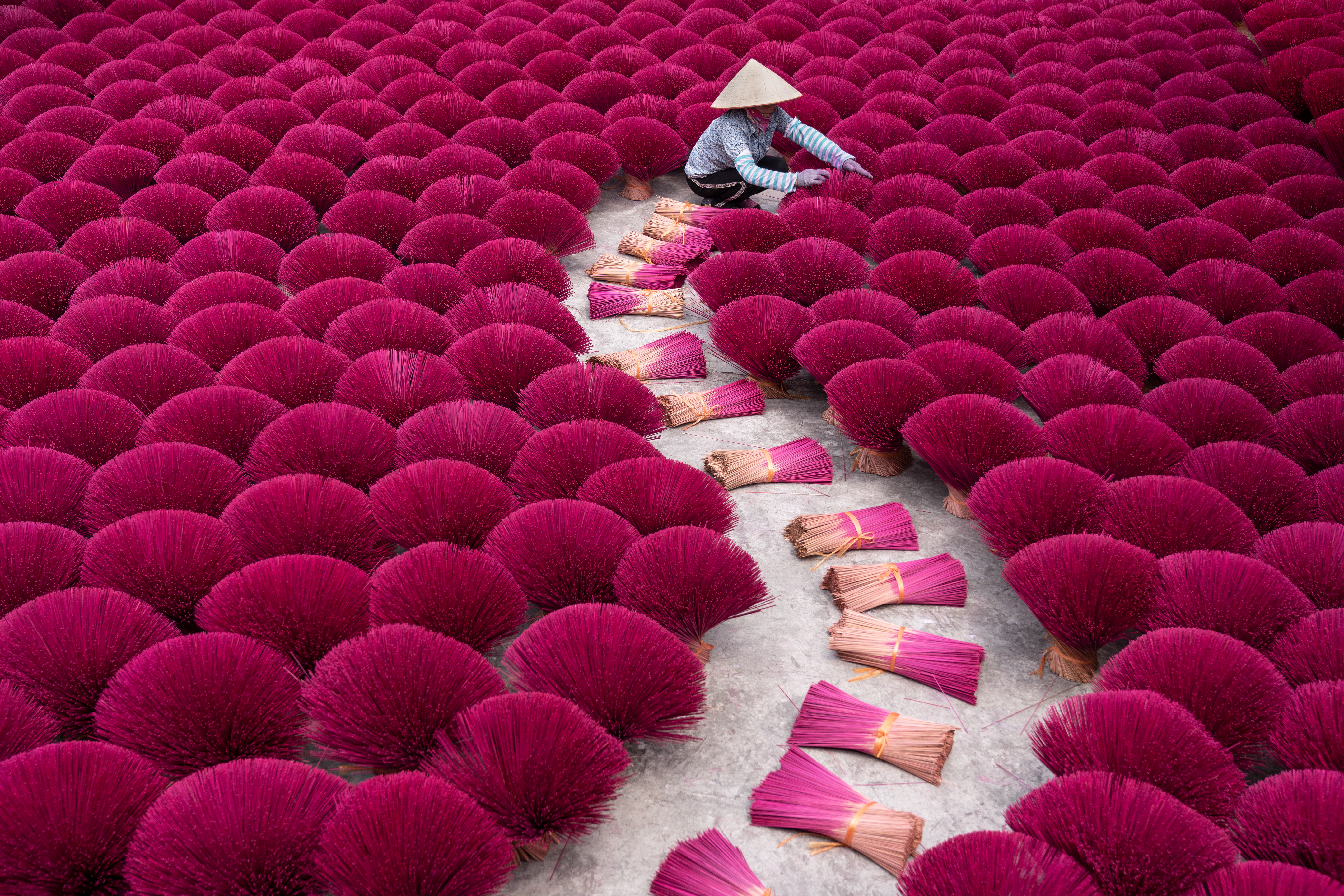
Imagem do ano de 2023